# Olivees
Planina Olivees nalazi se na otoku Sveti Kristofor, u državi Sveti Kristofor i Nevis, na Malim Antilima.
Vrh planine se nalazi na nadmorskoj visini od 886 metara, što je čini trećom najvećom na otoku. Planina Liamuiga, koja se nalazi šest kilometara sjeverozapadno, viša je za 250 metara, dok je planina Verchild's Peak, koja se nalazi 4,3 kilometra sjeverozapadno, također viša od nje.